# Kammerwagen (tschechisches Erzgebirge)

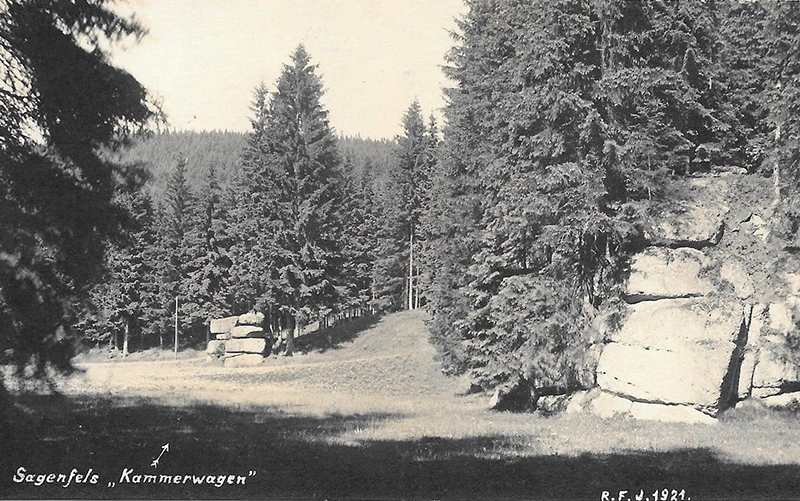
Kammerwagen

Der Kammerwagen ist ein Granitfelsen mit Wollsackverwitterungen auf einer kleinen Waldwiese zwischen Jelení (Hirschenstand) und Nové Hamry (Neuhammer) im tschechischen Erzgebirge.

## Geschichte
Im waldreichen oberen Westerzgebirge gibt es im Bereich der Eibenstocker Turmalingranits zahlreiche Granitfelsen mit den typischen Verwitterungen, die mit Wolle gefüllten Säcken ähneln und daher namensgebend waren. Schon seit Jahrhunderten regten diese Felsgebilde die Phantasie der Bewohner des Erzgebirges an. Dies führte dazu, dass diese Felsen besondere Namen erhielten und man sich von ihnen Geschichten und Sagen erzählte. So verhält es sich auch mit dem Kammerwagen genannten Felsen bei Hirschenstand, dessen älterer Name Verwunschenes Fuhrwerk war.

## Sage vom Kammerwagen
Die Sage vom Kammerwagen gibt es in mehreren Fassungen, darunter eine von einem durch Waldgötter zu Stein verwandelten Bauernfuhrwerk, beladen mit Schränken, Truhen und Bettzeug.